# USS LST-241
O USS LST-241 foi um navio de guerra norte-americano da classe LST que operou durante a Segunda Guerra Mundial.